# Рой, Дрю
Дрю Рой (англ. Drew Roy, род. 16 мая 1986, Клентон, Алабама, США) — американский актёр, известный ролью Хела Мейсона в научно-фантастическом сериале «Рухнувшие небеса» и по сериалу «Ханна Монтана».

## Биография
Дрю родился 16 мая 1986 года в небольшом городе Клентон, штат Алабама, расположенного в юго-восточном регионе США. Вместе со своими приятелями он переехал в Лос-Анджелес, чтобы начать актёрскую карьеру. «Я всегда мечтал стать доктором, — как сам Дрю неоднократно заявлял. — Однако вместе со своими друзьями мы отправились покорять Голливуд».

## Карьера
Актёр дебютировал в 2006 году, сыграв роль в фильме «Проклятие смерти пирата». Сюжет фильма основан на том, как группа молодых людей, учащихся одного из колледжей, решает отыскать сокровища пиратов, которые до сих пор не были найдены. После этого в 2007 году Дрю сыграл роль второго плана в фильме «Мгновение ока», а в 2009 году в фильме «Тэг». В том же 2009 году он получил роль Гриффина, бойфренда Карли, в телесериале «АйКарли». В 2010 году сыграл эпизодическую роль в телесериале «Ханна Монтана».
В 2010 году в фильме «Лето в Коста-Рике» у Роя также была эпизодическую роль. Это комедия о молодом серфингисте, постоянно ищущем различные приключения, который вместе с друзьями отправляется в Коста-Рику на серьёзное задание. В фильме «Одно желание», вышедшем также в 2010 году, Дрю сыграл главную роль. В том же году актёр снялся в спортивной драме «Чемпион» режиссёра Рэндалла Уоллеса. С 2011 года снимается в сериале «Рухнувшие небеса» в роли Хэла Мэйсона.

## Фильмография
| Год       |     | Русское название    | Оригинальное название | Роль             |
| --------- | --- | ------------------- | --------------------- | ---------------- |
| 2007      | ф   | Мгновение ока       | Blink                 | Джефф            |
| 2007      | с   | Университет         | Greek                 | залог Омега Чи   |
| 2009      | кор | Тэг                 | Tag                   | Джош             |
| 2009      | с   | Линкольн-Хайтс      | Lincoln Heights       | Трэвис Бенджамин |
| 2009—2010 | с   | АйКарли             | iCarly                | Гриффин          |
| 2009—2011 | с   | Ханна Монтана       | Hannah Montana        | Джесси           |
| 2010      | ф   | Одно желание        | One Wish              | Митч             |
| 2010      | ф   | Лето в Коста-Рике   | Costa Rican Summer    | Дуби             |
| 2010      | ф   | Чемпион             | Secretariat           | Сет Хэнкок       |
| 2011—2015 | с   | Рухнувшие небеса    | Falling Skies         | Хэл Мэйсон       |
| 2017      | с   | Последний корабль   | The Last Ship         | Кристос          |
| 2021      | с   | Возвращение АйКарли | ICarly                | Гриффин          |